# NGC 7335
NGC 7335 је лентикуларна галаксија у сазвежђу Пегаз која се налази на NGC листи објеката дубоког неба.
Деклинација објекта је + 34° 26' 54" а ректасцензија 22h 37m 19,5s. Привидна величина (магнитуда) објекта NGC 7335 износи 13,8 а фотографска магнитуда 14,7. NGC 7335 је још познат и под ознакама UGC 12116, MCG 6-49-47, CGCG 514-69, NPM1G +34.0449, PGC 69338.